# Нестор, Хелдур
Хелдур Нестор (эст. Heldur Nestor, 24 февраля 1935, Ярвамаа — 2 апреля 2019) — советский и эстонский геолог и палеонтолог.

## Биография
Хелдур Нестор родился в семье крестьянина в волости Сяревере. Муж геолога Виию-Каи Нестор.
В 1959 году окончил первую среднюю школу Тюри, в 1959 геологический факультет Тартуского университета, в 1964 аспирантуру института геологии Эстонской академии наук. В 1965 году получил степень кандидата геолого-минералогических наук. В 1979 году в Московском государственном университете защитил докторскую диссертацию на тему «Эволюция и условия обитания палеозоиских строматопорат».
С 1959 по 2000 год работал научным сотрудником Института геологии Эстонской академии наук. С 2001 по 2008 год работал старшим научным сотрудником института геологии Таллинского технического университета.
Проводил геологические исследования на Урале, в средней Сибири, Прибалтике, на Западной Украине, в Швеции, Норвегии, США и Канаде. Автор более 150 научных работ и 5 монографий.

## Награды
- Премия Эстонской ССР (1972)
- Диплом Эстонской академии наук (1985 и 1992)
- Премия науки Эстонской Республики (1991)
- Медаль Карла Эрнста фон Бэра (1992)
- Премия академика Карла Орвика (2000)